# Barros Filho
Barros Filho és un barri de la Zona Nord del municipi del Rio de Janeiro. El seu nom homenatja el fill de l'agricultor que va cedir terres de la seva hisenda Boa Esperança, on avui se situen els barris de Barros Filho, Costa Barros i part de Guadalupe i Honório Gurgel, Antônio da Costa Barros, per a la construcció de la línia fèrria, que va ser inaugurada el 1908.
El seu Índex de Desenvolupament Humà (IDH), l'any 2000, era de 0,750 el 114è entre 126 barris analitzats en el municipi del Rio de Janeiro.

## Història
Tota la regió que pertanyia a la feligresia d'Irajá, en la zona nord de la ciutat, era ocupada per grans hisendes, com la Botafogo i la de l'Engenho Boa Esperança. La família Costa Barros era propietària d'aquests latifundis. El pare, Antônio Costa Barros, va deixar-ho tot al seu hereu, Barros Filho. Amb la construcció de la línia ferroviària auxiliar, entre 1892 i 1898, hi va ser instal·lada, el 1908, l'Estació Barros Filho, que va donar nom al barri. Barros Filho és travessat per l'Avinguda Brasil i comprèn el Districte Industrial de la Hisenda Botafogo, a més de diverses comunitats.

## Localització
Se situa en la Zona Nord de la ciutat de Rio. Limita amb els barris de Costa Barros, Guadalupe, Coelho Neto i Honório Gurgel, tenint com a artéria principal la carretera João Paulo, que connecta el barri amb els de Madureira i Pavuna.